# Gerhard Pridöhl
Gerhard Pridöhl (* 12. Oktober 1936 in Greifswald; † 18. Juli 2021 in Anklam) war ein deutscher Schriftsteller und Journalist.

## Werdegang
Nach der Schulzeit in Greifswald wurde Gerhard Pridöhl in Malchow zum Forstfacharbeiter ausgebildet. Anschließend besuchte er die Arbeiter-und-Bauern-Fakultät an der Universität Greifswald. Danach übte er unterschiedliche Tätigkeiten aus, unter anderem als Bauarbeiter, im Transportwesen, in der Landwirtschaft und als Heimleiter. So arbeitete er als Mechanisator bei einer LPG in Klein Bünzow und erlernte den Beruf des Kraftfahrzeugschlossers.
Bereits zu DDR-Zeiten war er nebenberuflich für Lokalausgaben von Zeitungen tätig. Nach 1989 arbeitete er als freier Journalist für die Pommersche Zeitung sowie für Ostsee-Zeitung und Nordkurier. Er verfasste mehrere Bücher. Darin schildert er Anekdoten und historische Begebenheiten aus Vorpommern, vor allem aus der Gegend um Anklam, und Mecklenburg.
Er starb im Juli 2021.

## Schriften
- Sex aus der ersten Reihe. Anekdoten vun hüt un vörgistern ut dat Lann vör un achtern de Peen. Steffen, Friedland (Mecklenburg) 2004, ISBN 3-937669-13-2.
- Ein Fräulein im Sarg des Generalleutnants. Merk- und Denkwürdiges aus dem Norden. Steffen, Friedland (Mecklenburg) 2007, ISBN 978-3-940101-02-0.
- Im Sack ertränkt. Gerichts-, Kriminal-, und Sündenfälle aus Mecklenburg-Vorpommern von vor 100 bzw. 400 Jahren. Steffen, Friedland (Mecklenburg) 2007, ISBN 978-3-937669-68-7.